# Rhipidia (Rhipidia) neorhasma
Rhipidia (Rhipidia) neorhasma is een tweevleugelige uit de familie steltmuggen (Limoniidae). De soort komt voor in het Neotropisch gebied.